# Arsdorf
Arsdorf (luxemburgisch Ueschdrefⓘ) ist eine Ortschaft in der Gemeinde Rambruch im Kanton Redingen im Großherzogtum Luxemburg.

## Lage
Arsdorf liegt am Bach Burbich auf einer Höhe von 418 Metern. Duech den Ort verläuft die CR 309, nördlich des Ortes führt die Nationalstraße 27 am Dorf vorbei. Nachbarorte sind im Westen Bilsdorf und im Süden Kötscheid.

## Allgemeines
Bis zum Jahr 1978 war Arsdorf noch eine eigenständige Gemeinde, zu der auch das benachbarte Bilsdorf gehörte. Dann wurde die Gemeinde aufgelöst und Arsdorf sowie Bilsdorf nach Rambruch eingemeindet. Zum Ort gehört auch die Arsdorfer Mühle, östlich der Ortslage am Burbich.

## Sehenswertes
- Kath. Kirche St. Maximilian von 1907, neugotische Saalkirche nach Plänen von Jean-Pierre Koenig
- Donatuskapelle